# Chlum (ort i Tjeckien, Södra Böhmen, lat 49,45, long 13,85)
Chlum är en ort i Tjeckien.   Den ligger i regionen Södra Böhmen, i den centrala delen av landet, 80 km sydväst om huvudstaden Prag. Chlum ligger 477 meter över havet och antalet invånare är 175.
Terrängen runt Chlum är platt. Runt Chlum är det ganska glesbefolkat, med 40 invånare per kvadratkilometer. Närmaste större samhälle är Blatná, 3,3 km sydost om Chlum. Trakten runt Chlum består till största delen av jordbruksmark.